# V gorode S.
V gorode S. (russisk: В городе С.) er en sovjetisk spillefilm fra 1966 af Iosif Chejfits.

## Medvirkende
- Andrej Popov som Tjekhov
- Anatolij Papanov som Dmitrij Ionitj Startsev
- Nonna Terentjeva som Katja Turkina
- Lidija Shtykan som Vera Iosifovna Turkina
- Igor Gorbatjov som Turkin